# 市村浩一郎
市村 浩一郎（いちむら こういちろう、1964年7月16日 - ）は、日本の政治家。日本維新の会所属の衆議院議員（5期）、元国土交通大臣政務官。

## 来歴

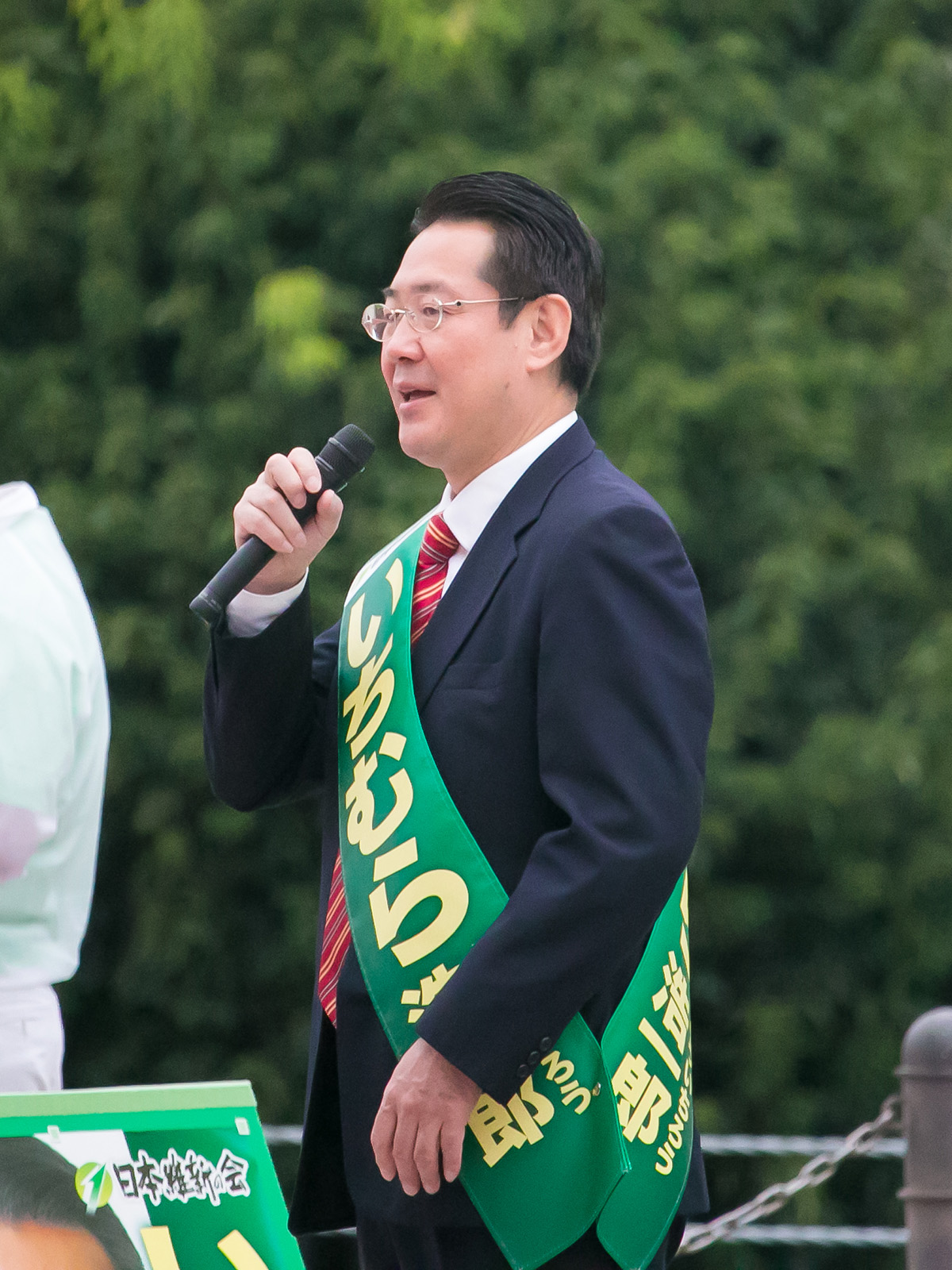
第48回衆議院議員総選挙、逆瀬川駅前での街頭演説（2017年10月14日撮影）

福岡県福岡市出身。福岡大学附属大濠高等学校、一橋大学社会学部卒。松下政経塾第9期生。
1993年に松下政経塾卒塾後、日本新党政策研究員を経て新進党政策審議室に所属。
1995年の阪神・淡路大震災時には、阪神・淡路コミュニティ基金事務局長として活動した。
2000年の第42回衆議院議員総選挙で兵庫6区から民主党公認で立候補するが、保守党公認の小池百合子に敗れ、次点。
2003年の第43回衆議院議員総選挙では、兵庫6区から再度立候補。コスタリカ方式で比例近畿ブロックに回った小池に代わり小選挙区で自民党の公認を得ていた阪上善秀を破り、初当選した。
2004年9月、第2次岡田「次の内閣」でネクスト国家公安委員会副委員長に就く。
2005年の第44回衆議院議員総選挙では、東京10区へ国替えした小池が後継指名した自民党新人候補の木挽司に敗れたが、重複立候補していた比例近畿ブロックで復活当選した。
2009年の第45回衆議院議員総選挙では、木挽らを破り小選挙区で3選を果たす。同年11月26日、日本ユネスコ国内委員会委員に指名。
2010年9月21日、菅直人第1次改造内閣で国土交通大臣政務官に就任。災害対策・住宅・海事・港湾・航空行政等を担当。
2011年3月11日、東日本大震災発災に際しては、当日から被災地に入り、政府現地対策本部長代行を務めた。
2012年の第46回衆議院議員総選挙で兵庫6区から民主党公認で立候補するが、全国的な民主党への逆風の中での選挙戦となり、前回の選挙の3分の1まで得票数が激減。自民党新人の大串正樹、日本維新の会新人の杉田水脈に次ぐ3位となり、比例復活も出来ずに落選した。
その後、2014年6月末の党籍更新手続きをせずに民主党を離れ、第47回衆議院議員総選挙には兵庫6区から無所属で立候補する意向を表明したが、選挙協力や公認を得ることを模索していた第三極の新党結成が実現しなかったため、立候補を断念した。
2016年12月13日、日本維新の会衆院兵庫6区支部長就任が発表された。
2017年9月30日、第48回衆議院議員総選挙の日本維新の会第1次公認候補として名を連ねた。兵庫6区から出馬するも、10月22日の投開票で落選。
2021年10月31日の第49回衆議院議員総選挙に日本維新の会公認候補として立候補をし、自民党公認の大串正樹と立憲民主党公認の桜井周を破り小選挙区で当選を果たした（大串と桜井は比例復活で当選）。
2023年12月10日、任期満了に伴う兵庫維新の会（維新の兵庫県総支部）代表選に立候補するも、17日の投開票で現代表の片山大介参議院議員に僅差で敗れた（片山：55票、市村：51票）。
2024年10月27日の第50回衆議院議員総選挙では、小選挙区で桜井と大串の後塵を拝する3位に終わったものの、比例で復活を果たした（大串も比例復活）。

## 人物
- 専門分野は、「民の公」を担うNPOの制度改革・社会基盤整備。また、相次ぐ警察不祥事の問題や飲酒・ひき逃げ厳罰化にも取り組んでいる[18]。
- 少年時代、高知市に住んでいたこともあり、キャッチフレーズの「『日本の洗濯』ジャブ、ジャブ！！」は坂本龍馬が姉乙女に宛てた手紙中の言葉「日本を、今一度洗濯いたし申し候こと」を基にしている。
- 日経ビジネスオンラインにて連載されていた、出井康博「衆院選「候補者A」かく闘わんとす」のモデル。出井の『民主党代議士の作られ方』（新潮新書）に収録されている。

## 選挙歴
| 当落 | 選挙                   | 執行日         | 年齢 | 選挙区      | 政党         | 得票数     | 得票率 | 定数 | 得票順位 /候補者数 | 政党内比例順位 /政党当選者数 |
| ---- | ---------------------- | -------------- | ---- | ----------- | ------------ | ---------- | ------ | ---- | ------------------ | ---------------------------- |
| 落   | 第42回衆議院議員総選挙 | 2000年06月25日 | 35   | 兵庫県第6区 | 民主党       | 7万3931票  | 29.53% | 1    | 2/5                | 9/7                          |
| 当   | 第43回衆議院議員総選挙 | 2003年11月09日 | 39   | 兵庫県第6区 | 民主党       | 10万9320票 | 42.68% | 1    | 1/4                | /                            |
| 比当 | 第44回衆議院議員総選挙 | 2005年09月11日 | 41   | 兵庫県第6区 | 民主党       | 10万2055票 | 33.09% | 1    | 2/5                | 7/9                          |
| 当   | 第45回衆議院議員総選挙 | 2009年08月30日 | 45   | 兵庫県第6区 | 民主党       | 17万2889票 | 55.57% | 1    | 1/4                | /                            |
| 落   | 第46回衆議院議員総選挙 | 2012年12月16日 | 48   | 兵庫県第6区 | 民主党       | 5万8270票  | 21.01% | 1    | 3/5                | 13/3                         |
| 落   | 第48回衆議院議員総選挙 | 2017年10月22日 | 53   | 兵庫県第6区 | 日本維新の会 | 3万8398票  | 17.12% | 1    | 3/4                | 16/5                         |
| 当   | 第49回衆議院議員総選挙 | 2021年10月31日 | 57   | 兵庫県第6区 | 日本維新の会 | 8万9571票  | 35.21% | 1    | 1/3                | /                            |
| 比当 | 第50回衆議院議員総選挙 | 2024年10月27日 | 60   | 兵庫第第6区 | 日本維新の会 | 5万9666票  | 25.06% | 1    | 3/5                | 5/7                          |

## 所属している団体・議員連盟
- 朝鮮半島問題研究会（幹事）
- 戸籍法を考える議員連盟
- 新交通システム推進議員連盟
- 臓器移植法改正推進議員連盟
- 発達障害の支援を考える議員連盟
- 北京オリンピックを支援する議員の会
- 環境・省エネ住宅政策を推進する議員連盟
- 憲法調査推進議員連盟
- 永住外国人の地方参政権を慎重に考える勉強会
- 慰安婦問題と南京事件の真実を検証する会

## 著作
- 『天下りの真実』PHP研究所、2010年4月
- 『日本を元気にするNPOのつくり方』PHP研究所、2009年4月

### 共著
- （赤城稔）『日本のNPOはなぜ不幸なのか?―「社会をよくする」が報われない構造を解く』ダイヤモンド社、2008年9月